# Krobo (Volk)

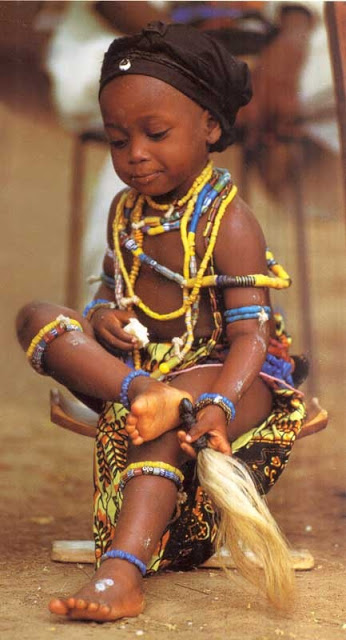
Ein Krobo-Mädchen bei der Dipo-Zeremonie

Die Krobo sind eine ethnische Gruppe in Ghana, die als Bauernvolk die Accra Plains, die Akuapem-Berge und das Afram-Becken bewohnt. Sie werden als Teil des Ga-Adangbe-Volkes zusammengefasst und stellen die größte Gruppe der sieben Dangme-Ethnien im Südosten Ghanas dar.

## Geschichte
Die Krobos werden unterteilt in die Manya und die Yilo.  Das genaue Datum, an dem sich die Krobos in Yilo und Manya aufteilten, lässt sich nicht genau ermitteln. In früheren Jahren wurden die Manya Krobo von der Regierung Ghanas als Ost-Krobo bezeichnet, während die Yilo Krobo als West-Krobo bezeichnet wurden. Von diesem Zeitpunkt an bis heute werden die Krobo als zwei getrennte Staaten verwaltet, die heute Manya und Yilo Krobo heißen.
Die beiden traditionellen Krobo-Gebiete waren ursprünglich als „Nɔwe“ bekannt, d. h. Mănyă, was „das eigene Zuhause“ bedeutet und Nyέwe (Yilɔ). Der Name Manya stammt von dem Wort „‚‘Maonya‚‘“, was wörtlich „den Mund halten“ bedeutet. Dies passt zu dem Sprichwort „‚‘nɔ bi nya me tee‚‘“ – wörtlich übersetzt: „Man muss nicht über alles reden, was man sieht“. Yilo hingegen stammt von dem Ausdruck „‚‘wa yilɔ‚‘“, was so viel bedeutet wie „das essen wir nicht“.  Laut einigen mündliche Überlieferungen verloren die Yilo nach ihrer Rückkehr aus der Krobo-Denkyera die meisten ihrer einheimischen Krobo-Bräuche, sodass sie eine Reihe von Akkulturationsriten durchlaufen mussten, um von der Gesellschaft akzeptiert zu werden. Dieser Prozess beinhaltete die Orientierung an Mahlzeiten, die bei den Krobos tabu waren. Die Yilo überprüften weiterhin die Akzeptanz verschiedener Speisen, die sie bei den Akan zu essen lernten. Die ansässigen Krobo begannen, sie mit dem abfälligen Begriff „Wa yilɔ“ zu beschimpfen, was so viel bedeutet wie „wir haben euch gesagt, dass wir das nicht essen“.
Die Krobos sind das zahlreichste der Ga-Adangme sprechenden Völker. Sie leben in den Bergen im Hinterland der Küste und sind die viertgrößte ethnische Gruppe des Landes. Im 19. Jahrhundert gehörten sie zu den Kleinstaaten der Goldküste, die sich in der Anfangsphase ihrer politischen und kulturellen Entwicklung befanden. Nach der Mitte des 19. Jahrhunderts wurden sie wirtschaftlich und politisch zu einer der wichtigsten Gruppen des Landes, da sie eine dominierende Rolle in der kommerziellen Produktion von Exportpflanzen und in der Perlenherstellung spielten.
Die Dangme reisten als eine Gruppe, die sich erst bei ihrer Ankunft in Ghana in die sieben heute bekannten Dangme-Gruppen spaltete. Der Ort, an dem sie sich trennten, wurde in „Lɔlɔvɔ“ umbenannt, ein Begriff der Ewe, der „Liebe ist beendet“ bedeutet. Der Ort existiert noch immer und ist heute als Tagologo Plains bekannt.
Die sieben Dangme-Gruppen sind: Krobo, Ada, Prampram, Shai, Ningo, Osu-Doku und Kpone. Die Osudoku bestiegen den Berg Osudoku, die Ada zogen an die Ostküste, die Shai, Prampram und Kpone zogen ins Landesinnere. Das Volk der Ningo zog ebenfalls nach Süden an die Küste.
Nach der Teilung zogen die Krobo weiter nach Westen, bis sie einen 1108 Fuß hohen Berg mit einer Schlucht sahen, die ihn in zwei ungleiche Teile teilte. Die Krobo glaubten, dass dies ein guter Ort sei, um sich anzusiedeln, da der Aufstieg zum Gipfel des Berges schwierig sei, was bedeutete, dass es ein sicherer Ort für die Besiedlung und die Abwehr von Angriffen durch eindringende Stämme und Feinde sein würde. Zwei führende Jäger – Aklo Muase (Aklo Natebi) und Madja – wurden von Priestern ausgesandt, um die Eignung des Berges für eine Besiedlung zu prüfen.
Der Bericht, der zurückkam, bestätigte, dass es sich tatsächlich um einen guten Ort für die Besiedlung handelte, und der Berg wurde später als „Klo yo“ (Krobo-Berg) bekannt. Tatsächlich ist der Name „Krobo“ akanischen Ursprungs und leitet sich von dem Begriff „Kro-obo-so-Foɔ“ ab, was „Stadt der Felsen-/Bergbewohner“ bedeutet.

### Leben auf dem Krobo-Berg
Der Berg wurde zum kulturellen und rituellen Zentrum des Krobo-Volkes. Es war eine Stadt aus Steinhäusern mit vielen Stockwerken und mehreren Zimmern – einigen Berichten zufolge gab es Häuser mit 20–30 Zimmern. Missionare, die den Berg besuchten, stellten fest, dass die Architektur mit nichts vergleichbar war, was sie zuvor in Afrika gesehen hatten.
Die Krobo entwickelten ihr eigenes Bewässerungssystem auf dem Berg, um ihre wachsende Bevölkerung zu versorgen. Als die Bevölkerung über den Berg hinaus wuchs, begannen die Menschen, mehr Zeit in den umliegenden Gebieten zu verbringen. Durch das Krobo-Huza-System des Landerwerbs gelang es dem Volk der Krobo, große Mengen an Land in den umliegenden Gebieten zu erwerben, was in Field als „unblutige Eroberung“ bezeichnet wird. Der Krobo-Berg blieb bis zu ihrer Vertreibung das Zentrum für religiöse und kulturelle Angelegenheiten.

### Krobo-Militär
Ab dem 17. Jahrhundert wurde der Krobo-Berg mehrfach von eindringenden Stämmen und Feinden angegriffen. Das Volk der Krobo war jedoch stets in der Lage, den Feind abzuwehren, und erst durch die Einführung von Raketen und Gewehrfeuer durch die Briten konnten die Krobo besiegt werden.

### Vertreibung vom Krobo-Berg
Der Krobo-Berg war die geistige und physische Heimat des Krobo-Volkes. Es war die erste Siedlung des Krobo-Volkes nach der Abspaltung von den anderen Dangme-Gruppen in Lɔlɔvɔ. Der Berg wurde gewählt, weil er den idealen Schutz vor den ständigen kriegerischen Auseinandersetzungen der damaligen Zeit bot. In der Tat gewannen die Krobos viele Kriege, indem sie einfach Felsbrocken den Berg hinunterrollten, was die Feinde daran hinderte, den Berg hinaufzukommen und viele Kämpfer tötete. Als die Bevölkerung wuchs, arbeiteten viele Krobos auf den Bauernhöfen in den Gebieten um den Berg. Der Berg war jedoch weiterhin das Zentrum der Kultur, wo alle wichtigen Rituale stattfanden. Mädchen, die den „Dipo“-Übergangsritus durchliefen, verbrachten traditionell ein bis drei Jahre auf dem Berg, um die Dipo-Bräuche zu erlernen. Es war für die Djemli (Priester) tabu, den Berg über Nacht zu verlassen. Da ihre Vorfahren in den Familienhäusern auf dem Berg begraben waren, wurde der Berg nicht nur spirituell, sondern auch buchstäblich zur Heimat der Ahnen.
Dies erwies sich jedoch als Problem für die Kolonialregierung, da die Menschen von ihren Bergsiedlungen aus nur schwer zu überwachen und somit zu kontrollieren waren. In vielen Berichten wurde darauf hingewiesen, dass die Abgeschiedenheit des Berges es erlaubte, bestimmte Kriegerkulte zu praktizieren und Gesetze zu brechen (z. B. seine Toten nur auf dem Friedhof zu begraben), ohne dass dies zu Konsequenzen führte. Infolgedessen wurde der Berg von der Kolonialregierung als Fetischberg betrachtet und als Gouverneur Griffiths die Möglichkeit hatte, die Krobo vom Berg zu vertreiben, tat er dies mit der Native Customs Ordinance von 1892. Der Gouverneur gab den Menschen bis zu drei Tage Zeit, den Berg zu verlassen.
Viele Krobo lebten in den umliegenden Gebieten am Fuße des Berges und arbeiteten auf ihren Bauernhöfen, sodass es für die Menschen am Fuße des Berges und in der weiteren Umgebung sehr schwierig war, innerhalb der Drei-Tages-Frist zum Berg zu reisen, ihr Eigentum einzusammeln und herunterzubringen. Daher konnten die Menschen nur mitnehmen, was sie konnten, und der Rest wurde auf dem Berg zurückgelassen und später zerstört. Die Kolonialregierung schickte Soldaten, um alles zu zerstören, von den Häusern und Schreinen bis hin zu Töpfen und sogar alten Bäumen.
Zum Gedenken an diese Vertreibung veranstalten sowohl die Manya- als auch die Yilo-Krobos bis heute jedes Jahr eine Pilgerfahrt zum Berg. Diese Wallfahrt findet normalerweise während der Feste Ngmayem und Kloyosikplem statt.

## Galerie

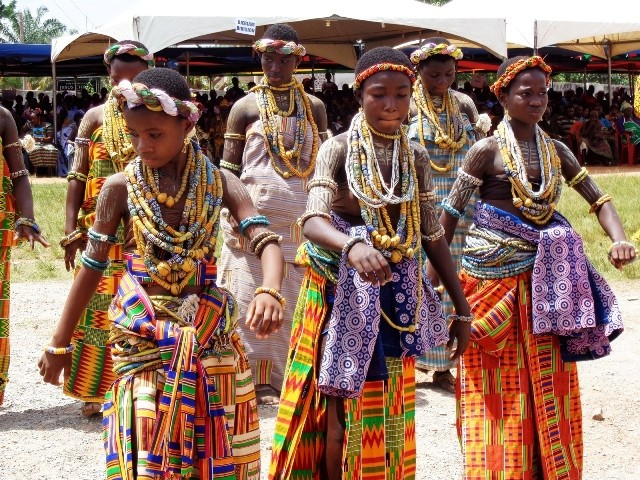
Ein Krobo-Mädchen bei der Dipo-Zeremonie
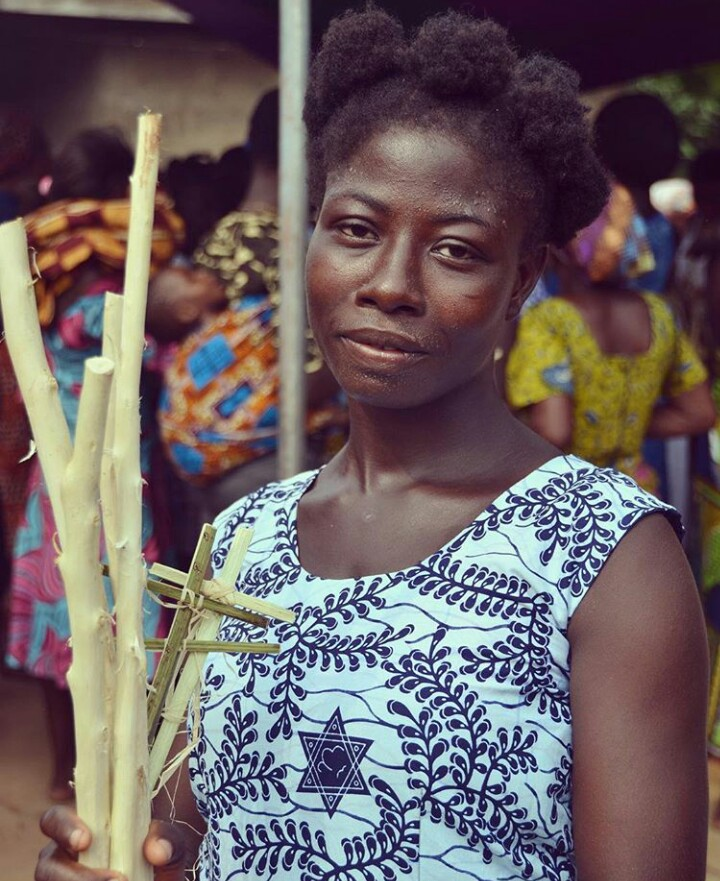
Eine Krobo-Frau mit einem Stammeszeichen zur Identifizierung
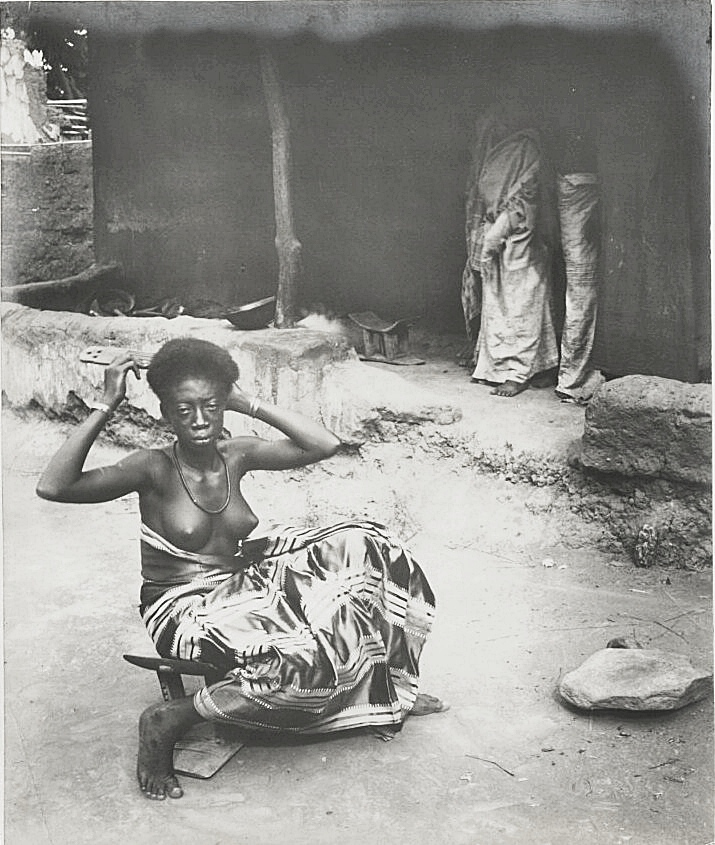
Krobo-Mädchen beim Frisieren, spätes 19. Jahrhundert
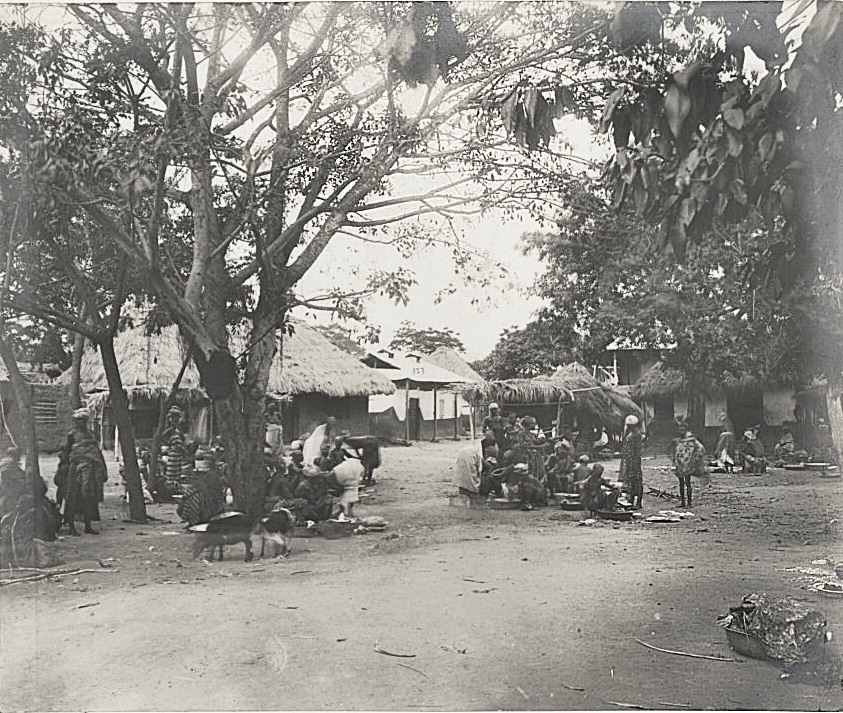
Marktplatz im Krobo-Land, spätes 19.
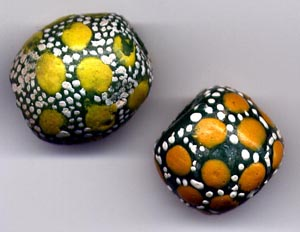
Krobo-Perlen
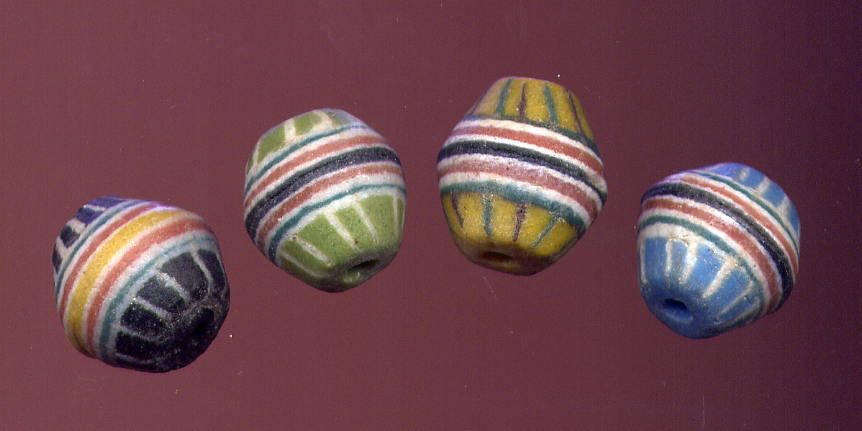
Krobo-Glasperlen in Pulverform
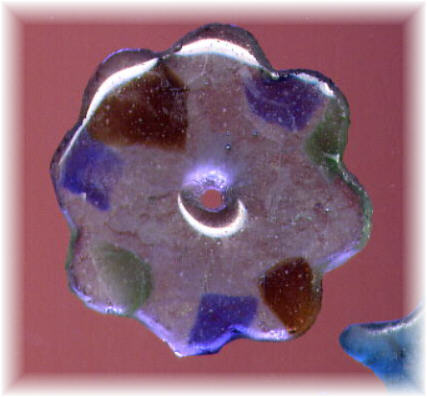
Krobo-Perle aus geschmolzenen Glasfragmenten
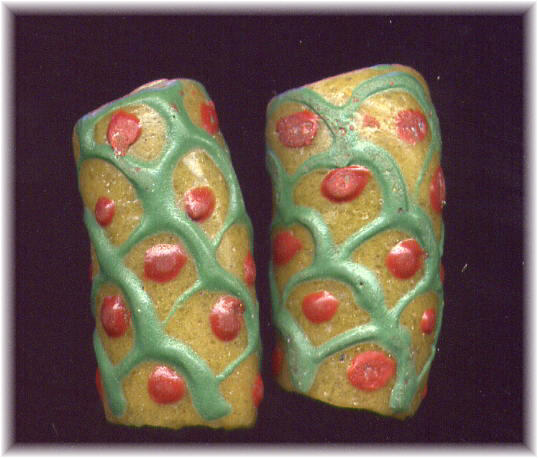
Krobo-Perle „Schreiben“